# TTyEmulator
 (juillet 2018).
Si vous disposez d'ouvrages ou d'articles de référence ou si vous connaissez des sites web de qualité traitant du thème abordé ici, merci de compléter l'article en donnant les références utiles à sa vérifiabilité et en les liant à la section « Notes et références ».
TTyEmulator est un émulateur de terminal doublé d'un client pour les protocoles SSH, Telnet, rlogin, et TCP brut. Il permet également d'établir des connexions directes par liaison série RS-232. Il n'est pour le moment disponible que pour Microsoft Windows. Le logiciel est activement maintenu.
Distribué gratuitement sous forme binaire, TTyEmulator fonctionne sur Windows 2000, XP, 2003, Vista, 2008 et Windows 7, Windows 10 ; il existe également sous la forme d’une application portable et peut-être embarqué avec sa configuration sur un support externe (disque dur, clé usb, etc.)

## Caractéristiques

### Fonctionnalités globales
- Exécutable compilé en statique, pas de DLL requise et de dépendance à gérer. Mode « exécutable portable ».
- Agent SSH compatible avec celui de PuTTY , et donc avec toutes les applications qui l'utilisent, OpenSSH (pipe), Unix Sock.
- Configuration en mode « registre » ou fichier XML, permettant de facilement éditer la configuration à la main si besoin est.
- Lancement en mode minimisé grâce à une option de la ligne de commande. Permet de lancer l'application automatiquement au démarrage de Windows.
- Interface intégrée à Windows (icônes, barre d'outils, barre d'état). Possibilité de réduire l'application dans la zone de notification de la barre des tâches de Windows plutôt que de la quitter effectivement).
- Émulateur de terminal ANSI, Xterm, VT100, VT52, Linux.
- Gestion des protocoles : Telnet, SSH, RLogin, Serial, TCP/Raw. Interprétation d'URL dans WINDOWS personnalisable (ainsi Windows reconnait une URL préfixée par les protocoles gérés par cette application).
- Client pour différents serveurs mandataires (proxies : HTTP, SockV4/A, SockV5).
- Proxy SOCKS v4 (Avec SSH Dynamic, redirection de port. Multiplexage de connexions dans le proxy SOCKS.
- Inclut un gestionnaire de sessions avec gestion de dossiers
- Gestion de commandes contextuelles globales / ou par session spécifique.
- Documentation en français incluse.
- Affichage détaillé des informations concernant les protocoles applicatifs (nombre d'utilisation des différentes clés gérées par l'agent, informations sur la session en cours et sur les tunnels SSH établis, sur les paramètres SSH supportés par le serveur, sur les négociations choisies entre le client et le serveur SSH, etc).
- Modes d'affichage standards pré-paramétrés (80x25, 132x50), mode plein-écran, mode remplissage du bureau.
- Lancement de programme à la connexion de la session, avec passage de paramètres personnalisés. (Permet, par exemple, de lancer un serveur X une fois connecté à une session),
- Mise à jour automatique (pour les différents types de publication) selon la fréquence choisie par l'utilisateur.
- Menus contextuels permettant de lancer des commandes personnalisées.
- Analyse des réponses faites par le serveur pour lancer des commandes spécifiques.
- Raccourcis claviers.
- Icônes de sessions paramétrables par l'utilisateur.
- Création automatique de raccourcis Windows pour chaque session définie, si une icône est personnalisée pour la session, alors le raccourci héritera de cette icône automatiquement.
- Possibilité de cloner des sessions établies.
- Supporte nativement la compression zlib@openssh.com.
- Gestion de différents niveaux de log pour le gestionnaire de sessions comme pour l'agent SSH.
- Internationalisation (gestion de différentes langues).
- Gestion complète des clés SSH (création, conversions, etc.)
- Client TFTP intégré.
- Paramétrage de rebond SSH aisé.
- Interfaçage possible avec des clients SFTP tels que Filezilla ou WinSCP (avec support des "rawsettings").
- Envoi de commandes spéciales grâce à des entrées du menu.
  - Commandes spéciales pour les connexions Telnet.
  - Commandes spéciales pour le dialogue sur les ports COM.
  - Commandes spéciales pour le dialogue sur les connexions SSH, ainsi que lors d'un rebond SSH.

### Fonctionnalités propres à chaque session
- Presse-papiers interne à l'application permettant de stocker jusqu'à huit valeurs différentes.
- Transparence la fenêtre réglable, et session personnalisable (fond d'écran, couleur, police, etc.)
- Mémorisation des différentes instanciations d'une session pour les paramètres de taille, position, transparence
- Permet de conserver la fenêtre de l'application au premier plan,
- Gestion de commandes contextuelles associées à la session
- Réinitialisation du terminal, (quand vous avez effectuez un cat d'un fichier binaire, l'affichage des caractères sur votre terminal devient incompréhensible, cette commande permet de revenir à l'affichage "lisible" sans avoir à redémarrer votre terminal et votre session)
- Affichage des numéros de lignes à l'écran et numérotation des lignes contenues dans le tampon d'historique (=buffer).
- Taille du tampon d'historique (=buffer) personnalisable,
- Possibilité de sauvegarder le texte contenu dans le buffer ou sélectionné dans  la fenêtre de terminal.
- Recherche de chaînes de caractères parmi le texte affiché dans le terminal.
- Gestion de la molette de la souris personnalisable par session pour faire défiler une certaine quantité de lignes d'historique.